# Aleksandrs Ņiživijs
Aleksandrs Ņiživijs (ur. 16 września 1976 w Rydze) – łotewski hokeista, reprezentant Łotwy, trzykrotny olimpijczyk. Trener hokejowy.

## Kariera zawodnicza
- Pardaugava Ryga-2 (1992–1993)
- Pardaugava Ryga (1993–1995)
- Łokomotiw Jarosław (1995–2001)
- Dinamo Moskwa (2001–2002)
- Mołot-Prikamje Perm (2002–2003)
- HK Riga 2000 (2003–2004)
- IF Björklöven (2004–2005)
- Torpedo Niżny Nowogród (2005–2008)
- Dinamo Ryga (2013–2014)
  -  HC Lev Praga (2013)

Uczestniczył w turniejach o mistrzostwa świata w 1995, 1996, 1998, 1999, 2000, 2002, 2003, 2004, 2005, 2006, 2007, 2008, 2009, 2010, 2011, 2014 oraz zimowych igrzysk olimpijskich 2002, 2006 i 2010.
Od 2008 do 2014 był zawodnikiem Dinama Ryga. W inauguracyjnym sezonie KHL (2008/2009) w dniu 2 września 2008 zdobył pierwszego w historii gola rozgrywek KHL (mecz Dinamo Ryga – Amur Chabarowsk 4:2). Od stycznia do kwietnia 2013 tymczasowo grał w czeskim klubie HC Lev Praga. W czerwcu 2013 powrócił do Dinama.

## Kariera trenerska
W lipcu 2014 poinformował o zakończeniu kariery zawodniczej i zadeklarował bycie trenerem hokejowym. Następnie został asystentem trenera Artisa Ābolsa w Dinamie Ryga. Od 2016 trener juniorskiego zespołu HK Rīga w lidze MHL - do listopada jako główny, potem asystent. Do końca września 2017 był asystentem w Dinamie Ryga. W sezonie 2017/2018 trenował HK Lido, a w sezonie 2019/2020 był ponownie asystentem w juniorskim HK Rīga. Latem 2020 ponownie wszedł do sztabu trenerskiego Dinama Ryga W 2021 wszedł sztabu juniorskiej drużyny HK Rīga.

## Sukcesy

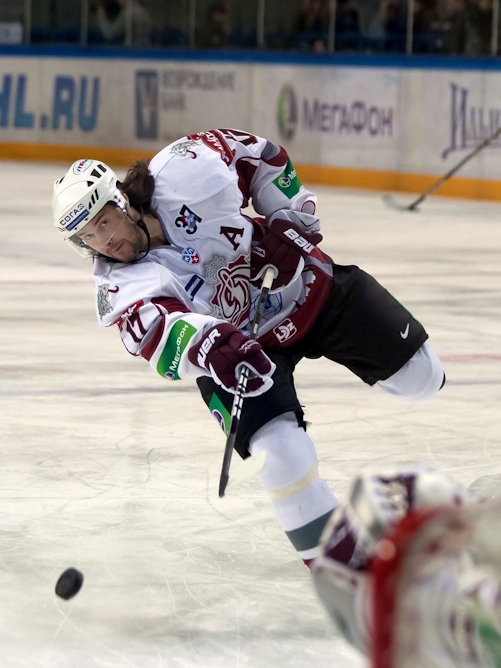
Aleksandrs Ņiživijs w barwach Dinamo Ryga (2011)

Klubowe
- Złoty medal mistrzostw Łotwy: 2004 z HK Ryga 2000
- Złoty medal mistrzostw Rosji: 1997 z Łokomotiwem
- Brązowy medal mistrzostw Rosji: 1998, 1999 z Łokomotiwem
- Mistrzostwo wyższej ligi: 1997 z Torpedo
- Awans do Superligi: 1997 z Torpedo

Indywidualne
- Mistrzostwa Świata w Hokeju na Lodzie 2009/Elita:
  - Jeden z trzech najlepszych zawodników reprezentacji
- Mistrzostwa Świata w Hokeju na Lodzie 2011/Elita:
  - Jeden z trzech najlepszych zawodników reprezentacji

Rekordy
- Najwięcej meczów rozegranych w kadrze Łotwy: 217